# Tridacnatheres whitei
Tridacnatheres whitei is een krabbensoort uit de familie van de Pinnotheridae. De wetenschappelijke naam van de soort is voor het eerst geldig gepubliceerd in 1888 door De Man.